# فارگو (فیلم)
فارگو (به انگلیسی: Fargo) فیلمی در سبک کمدی سیاه و جنایی ساختهٔ برادران کوئن محصول سال ۱۹۹۶ است. فارگو در شصت و نهمین جشنواره اسکار نامزد دریافت هفت جایزه شد و توانست دو جایزه اسکار بهترین فیلم‌نامه غیراقتباسی و جایزه اسکار بهترین بازیگر نقش اول زن را به‌دست آورد. همچنین فیلم، برنده جایزه بفتا، جایزه بهترین کارگردانی فستیوال فیلم کن در سال ۱۹۹۶ برای جوئل کوئن و چندین جایزه بین‌المللی دیگر نیز شد. در صحنه آغازین فیلم نام شهر فارگو در داکوتای شمالی می‌آید که نام خود فیلم هم از آن گرفته شده‌است.
فیلم در سال ۲۰۰۶ توسط کتابخانه کنگره در فهرست ملی ثبت فیلم آمریکا در شمار آثار مهم و باارزش فرهنگی، ثبت شد.

## داستان
در زمستان ۱۹۸۷، جری لاندگارد (میسی) یک فروشندهٔ اتومبیل در مینیاپولیس دچار مشکلات مالیست. بعد از اینکه شپ پرودفوت (ریویس) یک سرخپوست سابقه دار که در شرکت جری تعمیرکار است جری را به دو تبهکار، شووالتر (بوشمی) و گایر گریمسراد (پیتر استورماره) معرفی می‌کند. جرمی به فارگو، داکوتای شمالی رفته و آن دو را به ازای یک اتومبیل جدید و نصف ۸۰۰۰۰ دلار پول آزادی، برای گروگان گرفتن همسرش اجیر می‌کند. در حالیکه جری قصد دارد مقدار بیشتری را از پدر همسرش، وید گاستاوسون (پرسنل) طلب کرده و بیشتر پول را برای خود بردارد.
شرکتی که جری در آن کار می‌کند به علت بی نظمی‌های حسابداری در بخشی که جری مسئول آن است تهدید به جریمه شده‌است. جری تلاش می‌کند با انجام یک معامله املاک با وید پولی بدست آورده و بدهی‌های خود را پرداخت کند. پس از اینکه وید با سرمایه‌گذاری موافقت می‌کند، جری سعی می‌کند گروگانگیری را متوقف کند، اما دیگر دیر شده و همان‌طور که بعداً مشخص می‌شود، وید قصد دارد سرمایه‌گذاری را به تنهایی انجام داده و تنها پورسانت اندکی به جری بدهد.
پس از ربود جین توسط کارل و گایر، در حال گذر از برینرد افسر گشت مینه سوتا به دلیل ناخوانا بودن پلاک خودرو آن‌ها را متوقف می‌کند. پس از آنکه تلاش کارل برای دادن رشوه به افسر بی‌نتیجه می‌شود گایر به او شلیک می‌کند. پس از آن در حالیکه کارل مشغول جابجایی جسد افسر در کنار جاده‌است زن و مردی با اتومبیل خود از کنار آن‌ها رد شده و گایر با تعقیب اتومبیل شان آن‌ها را نیز می‌کشد.
به دنبال این قتل‌ها افسر پلیس محلی مارج گاندرسون (مک دورمند) بررسی پرونده را به عهده می‌گیرد. تحقیقات او از دو روسپی که با کارل و گایر رابطه داشته‌اند و بررسی شماره اتومبیل، وی را به مینیاپولیس و شرکت جری می‌رساند.
جری در تماس با وید می‌گوید که گروگان‌گیران پافشاری دارند که تنها با وی معامله کنند. وید ابتدا می‌پذیرد، اما بعد تصمیم می‌گیرد که خود به محل قرار برود. در محل قرار وید از دادن پول‌ها قبل از دیدن جین امتناع کرده و کارل به او شلیک کرده و در مسیر خروج نگهبان را نیز می‌کشد. پس از آنکه کارل متوجه می‌شود که مبلغ داخل کیف یک میلیون دلار است مقداری از آن را برداشته و مابقی را در محلی دفن می‌کند. در نبود کارل در مخفی گاه گایر جین را بخاطر داد و بیداد کردن می‌کشد. پس از برگشتن کارل و نزاع بر سر پول‌ها گایر با تبر کارل را نیز می‌کشد.
قبل از ترک شهر مارج دوباره پیش جری رفته و از او در مورد اتومبیل استفاده شده در قتل‌ها می‌پرسد. جری برای چک کردن پارکینگ از اتاق خارج شده و فرار می‌کند. مارج در مسیر بازگشت در حال گذر از کنار دریاچه تصادفاً اتومبیل آدم‌رباها را دیده و درست وقتی که گایر در حال انداختن بدن کارل در دستگاه خرد کن چوب است وی را دستگیر می‌کند.
جری بعداً در متلی در بیسمارک، داکوتای شمالی دستگیر می‌شود.

## بازیگران
- فرانسیس مک‌دورمند، مارج گاندرسون
- ویلیام اچ میسی، جری لاندگارد
- استیو بوشمی، کارل شووالتر
- پیتر استرمر، گایر گریمسراد
- هارو پرسنل، وید گاستاوسون

## موسیقی متن

### فهرست آهنگ‌ها
- ۱- «فارگو، داکوتای شمالی» ۲:۴۷
- ۲- «دریاچه موس» ۰:۴۱
- ۳- «یک عالمه دردسر» ۰:۴۹
- ۴- «ورود زورکی» ۱:۲۳
- ۵- «ازن» ۰:۵۷
- ۶- «سرانجام سرباز» ۱:۰۶
- ۷- «مرتب جویدن» ۰:۵۱
- ۸- «سر برگرداندن» ۲:۰۴
- ۹- «رقص سیرا» ۱:۲۳
- ۱۰- «اردک وحشی» ۰:۵ر۸
- ۱۱- «تحویل» ۴:۴۶
- ۱۲- «بیسمارک، داکوتای شمالی» ۱:۰۲
- ۱۳- «پال بونیان» ۰:۳۵
- ۱۴- «خورهٔ کار» ۳:۱۰
- ۱۵- «برینرد، مینه‌سوتا» ۲:۴۰
- ۱۶- «امن نگه داشتن» ۱:۴۱

## جوایز
- جایزه اسکار بهترین بازیگر نقش اول زن (فرانسیس مک‌دورمند)
- جایزه اسکار بهترین فیلم‌نامه غیراقتباسی (جوئل و ایتن کوئن)
- جایزه بفتا برای بهترین کارگردانی (جوئل کوئن)
- جایزه بهترین کارگردان فستیوال فیلم کن (جوئل کوئن)